# Ел Грей
Ел Грей (англ. Al Grey; 6 червня 1925, Вірджинія — 24 березня 2000, Аризона) — американський джазовий тромбоніст.
Грав з Діззі Гіллеспі, Бенні Картером, Лайонелом Гемптоном, Квінсі Джонсоном, Гербі Генкоком, Реєм Чарльзом, Френком Сінатрою, Еллою Фітцджеральд, Уго Расмуссеном та іншими.

## Дискографія
- The Thinking Man's Trombone (Argo, 1960)
- Snap Your Fingers (Argo, 1962) з Біллі Мітчеллом